# پیز پیوت

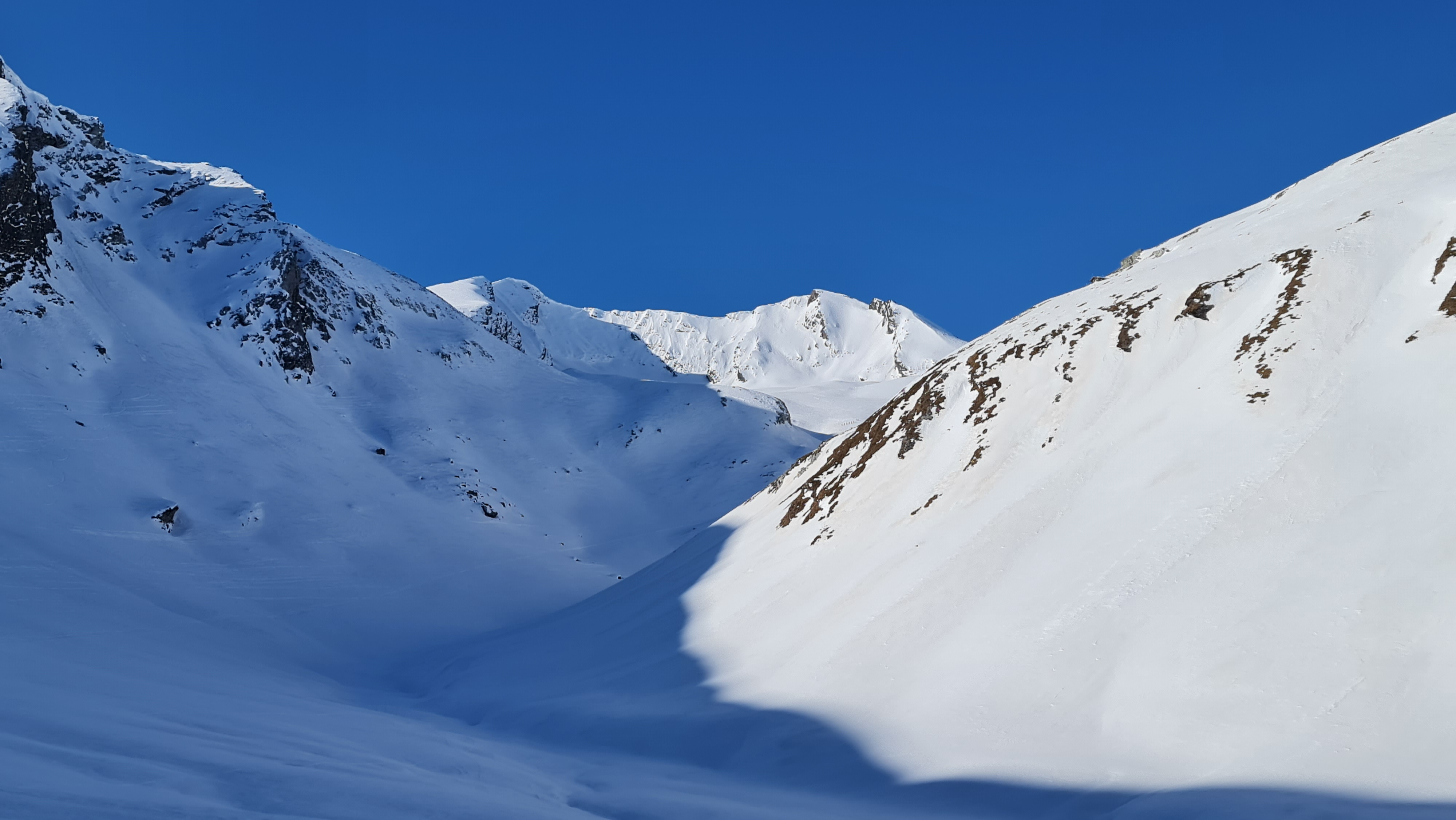
پیزپیوت نام کوهی در سوئیس

پیز پیوت (به لاتین: Piz Piot) یک کوه در سوئیس است که در کانتون گراوبوندن واقع شده‌است. پیز پیوت ۳٬۰۵۳ متر بالاتر از سطح دریا واقع شده‌است.